# Degehabur
Degehabur is een plaats in Ethiopische regio Somali.
In 2005 telde Degehabur 7239 inwoners.